# 迦密柏雨中學
迦密柏雨中學（英語：Carmel Pak U Secondary School，簡稱CPU），位於香港新界大埔大元邨，於1979年由基督教興學會創立，紀念慈善家梁省德丈夫屈柏雨，是一所奉行基督教原教旨主義的政府資助全日制英文中學，屬於Band 1A。

## 歷任校長簡介及在任期間之事件

### 黃耀銓（1979-2009）
黃耀銓於1949年出生，1979年加入迦密柏雨中學擔任校長。2009年，黃耀銓以60歲之齡正式退休。退休後，由譚明輝接替他擔任迦密柏雨中學校長。

##### 校規爭議
黃耀銓在2004年9月1日至2006年9月1日間落實以「建立整全信念，抗衡潮流歪風」（2004-2005）及「確立整全信念，力抗潮流歪風」（2005-2006）為學年主題，一直被網民諷刺校規過嚴。他的名字曾經在區内學生言談間流傳，迦密柏雨中學也被戲稱為「監獄撇雨」。

###### 「不適當之交往」
他擔任校長三十年來，一直修改校規，甚至縮窄校規，導致怨聲載道。
校規中有明確指出學生不能與他人作「不適當之交往」，但其界線含糊，有男學生更曾因於小息時和女同學玩「踩腳」的遊戲而被革除風紀職務。亦有男女學生因在街上並行而被學校盤問。
在舊高中學制下，中五學生在會考後需就升學問題而會見黃耀銓，其中他必會問到學生有沒有談戀愛。若有的話，除非寫悔過書道歉，否則即使成績達標的學生也沒法原校升讀中六。
這些措施令到有學生對結交異性有陰影，嚴重影響其人際關係。

###### 儀容
學校於2006年加入「不准配戴粗膠框及鮮色眼鏡」的校規，眼鏡違規的學生要被拍被學生戲稱為「監犯相」的相片存檔。

###### 校規繁複
校規在學生手冊中佔七頁；分十一部份，約七十多項。每年開學時，班主任都會抽時間與學生朗讀校規。學生需要簽署「學生承諾書」承諾遵守校規，家長亦須簽署「家長保證書」以表示贊同並支持校方執行校規。
《大學線》曾聯絡黃耀銓查詢有關校規的事宜，他回應指「我們只需向學生和家長交代，不必向傳媒交代任何事。」
現今的校規與黃耀銓時代的校規仍大致相同，學校亦維持嚴格執行校規的方針。

### 譚明輝（2009-2019）
譚明輝於1959年出生，1981年大學畢業後，正式加入迦密柏雨中學。他於大學二年級當年的暑假，探望迦密柏雨中學校長兼主日學導師黃耀銓。
1981年起，譚明輝開始任教聖經科。自教務主任移民起，譚明輝接任教務主任。
2009年，50歲的譚明輝接替黃耀銓擔任迦密柏雨中學校長，直到2019年退休爲止。退休後，由黃偉強接替他擔任迦密柏雨中學校長。

### 黃偉強（2019-2025）
黃偉強曾就讀迦密柏雨中學，1988年香港大學畢業後開始擔任迦密柏雨中學老師。2019年，譚明輝退休後，他通過公開招聘程序，成為該校新任校長。
擔任校長前，黃偉強曾經擔任迦密柏雨中學21、25及30週年校慶籌委會主席。
於2021-22年度，黃偉強在校刊中指「可以在這裡事奉，是一份榮幸，也是神的恩典。」他更說：「要完成主耶穌基督的大使命。因此我自覺更當肩負起推動教職員投身基督教教育的使命感，鼓勵同工專心以祈禱傳道（教育與傳福音）為事。「先求神的國和神的義」(太6:33)，負起薪火傳承的異象，努力栽培新一代同工及未來的接班人，以延續主耶穌給我們的使命。」
於2023年8月，黃偉強指出學生能獲得「優異成績」是因學校會嚴格管束學生的行為。他指學生入讀學校前要先有「良好的品格」，之後才會能專心向學而獲得良好成績，不致「學壞」。
另外，黃偉強亦提到該校之升中面試十分注重第一印象，建議面試者的髮飾儀容一定要「斯文」。黃偉強指入讀該校的學生是區內成績最好的一批，並都「十分乖巧」，他認為這是因該校對學生校服、儀容、規矩等的要求也很嚴格，可見校規嚴謹的教學方針仍未改變。
黃偉強於2025年8月31日退休。退休後，由經濟科主任兼副校長黃峻成為新一任校長

#### 校方因信仰原因強逼女乒校隊退賽
2022年10月2日星期日，香港學界體育聯會大埔及北區中學分會主辦的校際乒乓球比賽舉行女甲準決賽及決賽，迦密柏雨中學原定於當日上午11時半參賽，與香港道教聯合會圓玄學院第二中學爭奪決賽資格。但因校方規定，星期日早上的時間應預留予教職員及學生上教會，故此不准學生參賽，必須退出。
負責校隊的老師曾爭取參賽但不成功，黃偉強對向其查詢的學生指出校方不會批准參賽，指「民主社會裡，都唔能夠一個人話曬事」，並指責學生慫恿將事情偏激化、複雜化。結果校隊無法參賽。

###### 事件後續
2022年10月25日，黃偉強在早會上宣布修改政策，當天起教師和學生可自由決定是否參與星期日的比賽或活動。有學生認為，此是因網絡上極大的輿論壓力促使到學校改變創校多年來「星期日早上不準參賽」的既定立場。

## 公開考試優異成績
迦密柏雨中學是在歷屆香港中學會考曾經出產「10A狀元」的37間學校之一，共有1位。
迦密柏雨中學是在歷屆香港中學文憑考試曾經出產「狀元」[在公民與社會發展科達標，並在3個核心科（中文、英文、數學）、至少3個選修科考獲共6科或以上的5**成績] 的43間學校之一，共有1位。

## 香港傑出學生選舉
截至2024年（第39屆），在香港傑出學生選舉共出產1名香港傑出學生。  

## 反修例運動期間事件

### 2019年9月7日大埔墟站事件
2019年9月7日星期六，香港大埔区，香港警务处派遣大批防暴警员进入港铁大埔墟站进行拘捕行动。拘捕当时正在破坏站內設施的大量示威者，在警方到场执法期间，一名迦密柏雨中學中六男學生，被多名警員行使武力将其制服，该名学生被警方用警棍打伤，头部流血。当日，包括该学生在内，迦密柏雨中学共有四名學生及一名校友在港鐵站大堂被香港警方以非法集結罪名逮捕。
事后警察公共關係科總警司謝振中表示：當晚有大量示威者在破壞大埔墟站內設施，同日較早前在港鐵沙田站有類似事件，當時有示威者襲擊警員，令其被逼後退至港鐵的房間，並且有情報顯示，示威者身上有攜帶刀等致命工具，形容警員正在面對有危險性的工作。他續指，警員有目標要處理破壞港鐵站內設施的人，當警員進入車站範圍後，有不少人在逃跑，包括該名藍衣男子（迦密柏雨中學學生）。他表示，警員曾喝令他不要逃跑，並且曾經使用警棍將其制服，並以非法集結罪名拘捕他。就警方對該名男子使用的武力，謝振中表示已經收到一個投訴個案，將會與相關人士接觸，索取有關資料，並會按機制處理事件。他重申，現時仍在搜集相關資料，不了解事前曾經發生什麼事情，故無法在此刻判斷警方所使用的武力是否合適。
事后迦密柏雨中學校方发表声明，校方得悉有學生於上週六在大埔墟港鐵站被警察打傷及拘捕，校長和老師已經第一时间趕赴醫院探望，並且通宵留守大埔警署。及对此事表示十分難過和擔憂，承諾全力支援，幫助他們從傷痛中站起來。惟校方聲明引起前香港特首，全國政協副主席梁振英的注意，並在 Facebook上发表文章进行抨擊，他以「姑息沒有底線」為題，認為该校此舉是姑息涉案學生，并在文中質疑校方沒有教育學生，其并表示：這樣姑息學生，有一天嘗苦果的是校長和老師。

### 在校事件
在示威期間，黃偉強校長曾經派發麵包給留校午膳的同學進食。此外，有校友租借雪糕車請全校師生吃雪糕。

## 知名/傑出校友
- 袁孟峰：香港大學李嘉誠醫學院助理院長（對外事務）、瑪麗醫院腸胃及肝臟科榮譽顧問醫生
- 伍慶賢：香港公立醫院急症室醫生、香港中文大學歷來最年輕駐校藝術家，前香港政府表演藝術委員會委員[23]
- 陳志宏：香港大學理學院前講師、MyRadio電台主持
- 陳浩天：香港本土派人士，前香港民族黨召集人，MyRadio電台主持
- 羅美珍：播道兒童之家院長
- 馬錦雄：雅麗氏何妙齡那打素醫院兒科部門主管
- 駱敏賢：香港資深大律師
- 李佩茜: 浸信會永隆中學助理校長
- 智海：畫家
- 陳美茵：前無綫新聞及now新聞台主播
- 劉錦輝：前香港有線新聞記者
- 林善懿：Now財經台記者、前香港有線新聞主播
- 莊錠欣：香港女藝人、前韓國女子團體CLC成員之
- 鄒旻芳：香港政治人物、支聯會常務委員（2013年－2015年）、支聯會青年組（支青組）主席（2013年－2014年）
- 周天智：無綫電視編劇
- Serrini：獨立唱作歌手
- 任萬全：前香港大埔區議會（富亨選區）區議員、前民主黨成員。

## 外部連結
- 迦密柏雨中學（页面存档备份，存于）
- 中學概覽2013/2014（迦密柏雨中學）
- 基督教興學會 - 迦密柏雨中學簡介